# Radome

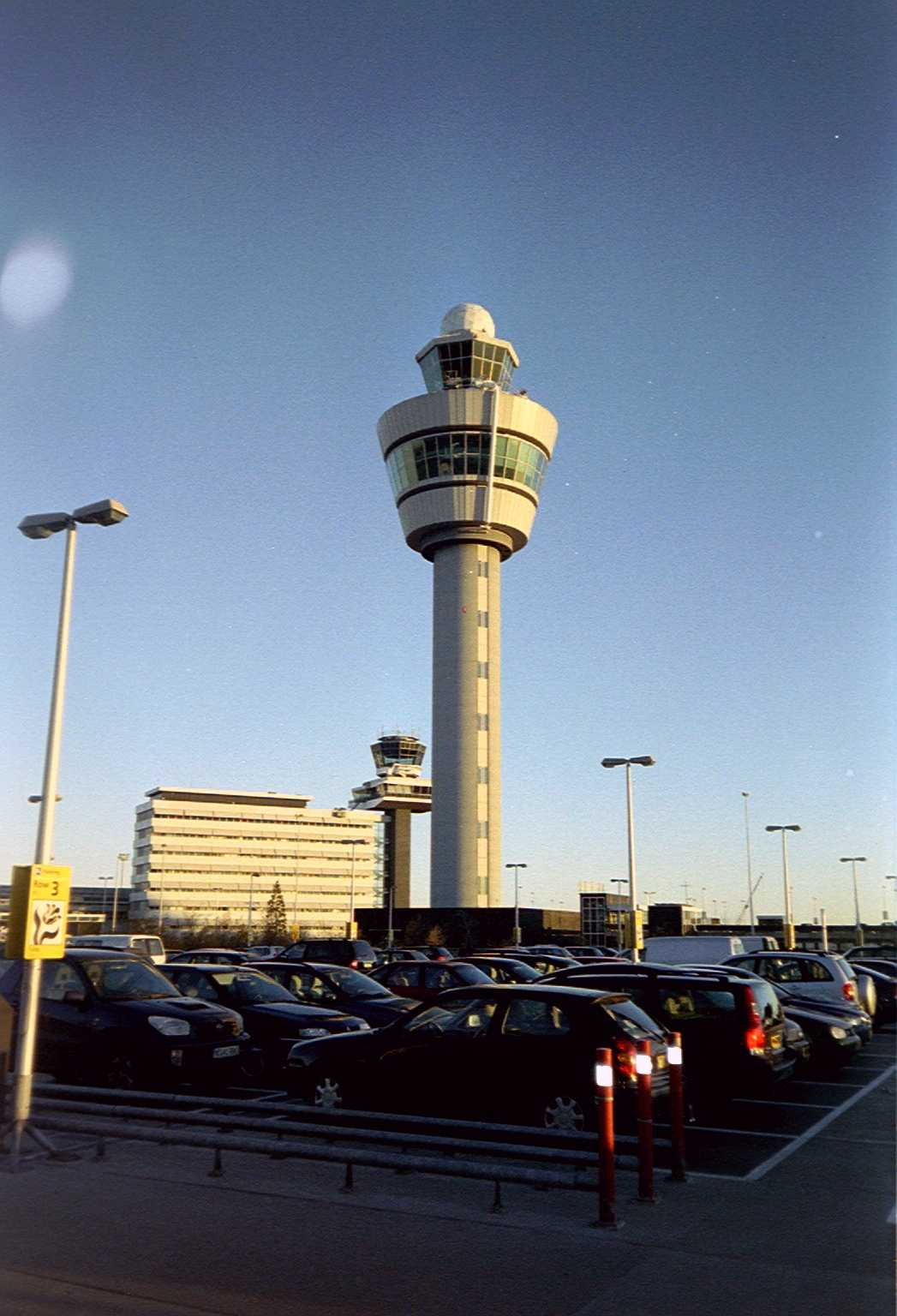
Verkeerstoren van Schiphol met bovenop de radome

Een radome of radarkoepel is een bolvormige constructie van glasvezelversterkte kunststof die als bescherming om o.a. radarantennes heen wordt geplaatst.
Het woord "radome" is een samentrekking van de Engelse woorden radar en dome (koepel).
Hij heeft meestal als doel om de antenne te beschermen tegen weersinvloeden van buitenaf. Dit kan zijn omdat de weersomstandigheden buitengewoon zwaar zijn voor de antenne (bijvoorbeeld in de poolstreken), omdat de omgeving agressief is (bijvoorbeeld bescherming tegen zout dus agressief zeewater op marineschepen), of omdat het onderhoud tot een minimum beperkt moet worden indien de radar moeilijk bereikbaar is.
's Werelds grootste radome heeft een diameter van 49 meter, is onderdeel van het Fraunhofer FHR en staat in Wachtberg.
Een variant is een ronddraaiende radome of rotodome. Deze worden veelal gebruikt bij vliegtuigen met een airborne warning and control system (AWACS). De rotodome is bovenop de romp gemonteerd en heeft hierdoor zicht op al het vliegverkeer rondom het vliegtuig. Een bijkomende functie van een rotodome is door zijn gestroomlijnde vorm de luchtweerstand die het vliegtuig ondervindt te beperken en te stabiliseren (de radarantenne draait immers rond).

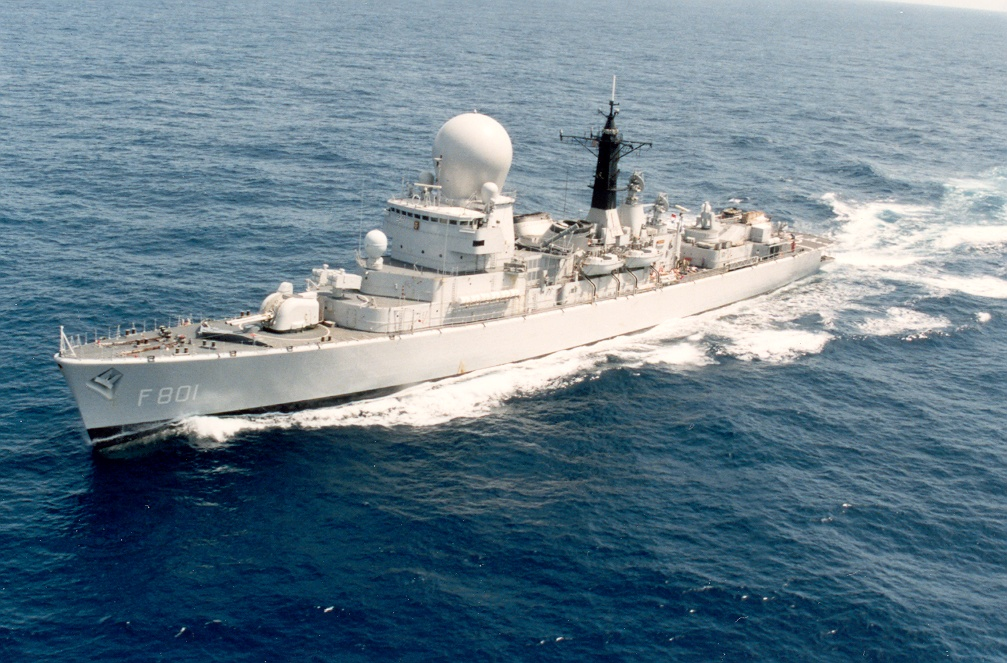
Nederlands fregat Hr.Ms. Tromp met de radome duidelijk herkenbaar
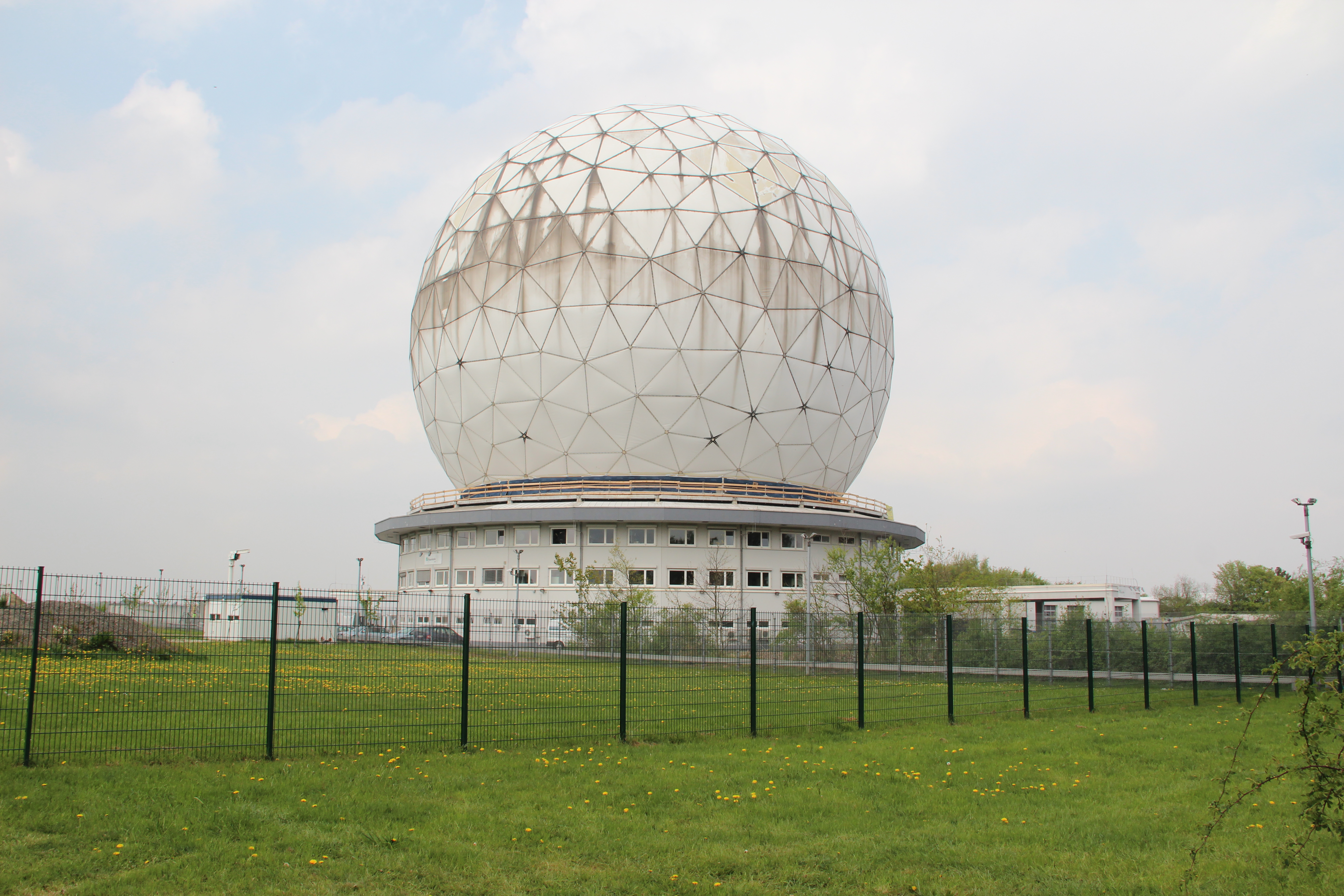
Radome van Fraunhofer FHR te Wachtberg, met een diameter van 49 meter 's werelds grootste
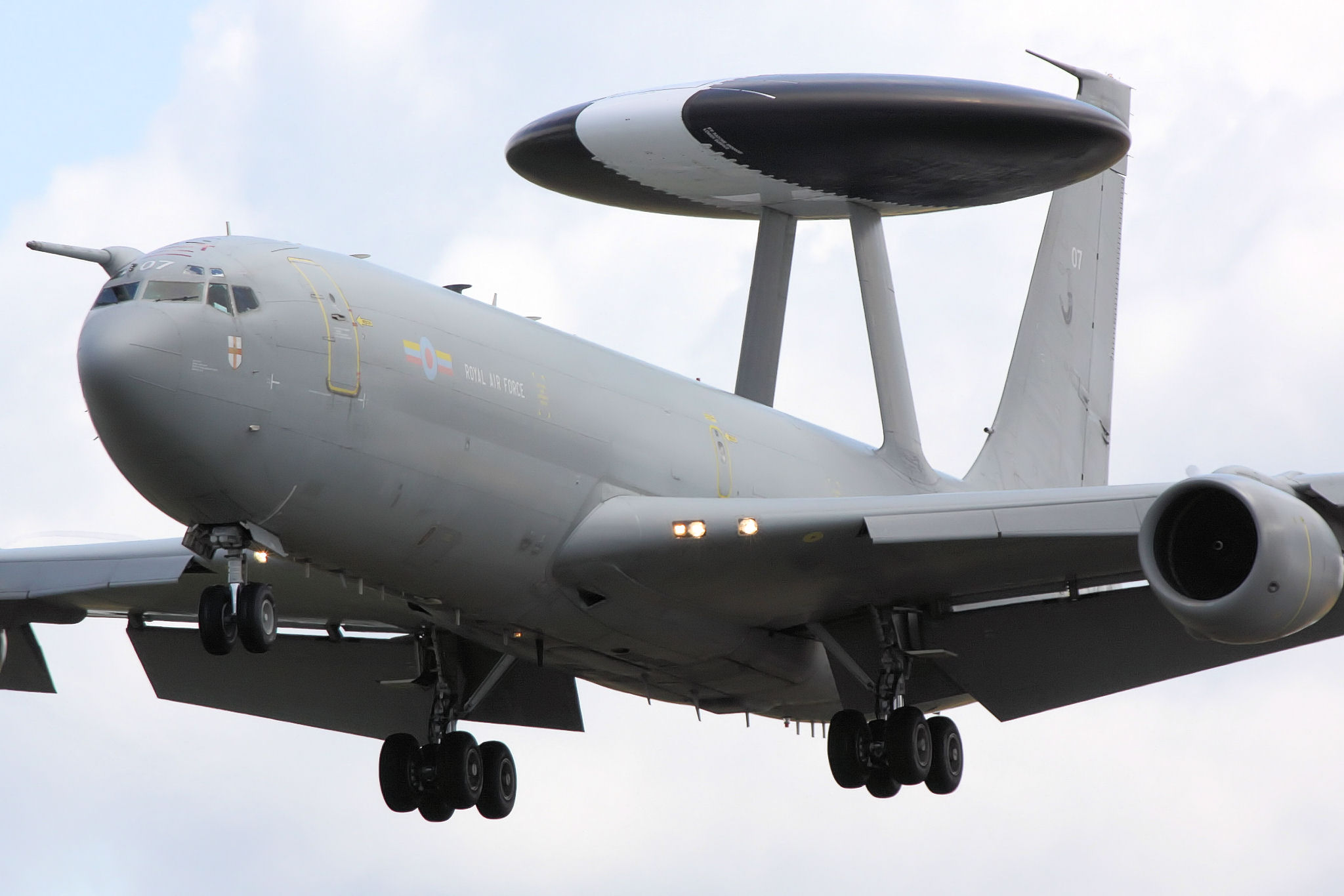
Een Boeing E-3, met een rotodome boven de romp